# Mons (Gard)
Mons es una comuna francesa situada en el departamento de Gard, en la región de Occitania.

## Demografía
| 568 | 513 | 644 | 1040 | 1387 | 1349 | 1760 |
| Para los censos de 1962 a 1999 la población legal corresponde a la población sin duplicidades (Fuente: INSEE [Consultar]) |     |     |      |      |      |      |